# Озган, Константин Константинович
Константин Константинович Озган (абх. Константин Константин-иҧа Озган)   
15 мая 1939, с. Лыхны, Гудаутский район, Абхазская АССР — 22 марта 2016, с. Лыхны) — советский партийный и абхазский государственный деятель. Председатель Совета Старейшин Республики Абхазия (2009-2016), Вице-спикер Парламента Республики Абхазия (2002-2007), председатель Государственной налоговой службы Республики Абхазия (1999-2002), 1-й вице-премьер, Министр экономики Республики Абхазия (1997-1999), Министр инностранных дел Республики Абхазия, Депутат Верховного Совета Республики Абхазия (1991-1996)   
В советские годы занимал должности Председателя Верховного Совета Абхазской АССР (1987-1990), заместителя Председателя Президиума Верховного Совета Абхазской АССР (1978-1987), депутат Верховного Совета Абхазской АССР (1978-1990),1-й секретарь Гудаутского райкома партии (1978-1989).   
Один из организаторов Лыхненского исторического схода, где было принято обращение от имени более 30 тысяч человек в пользу независимости Абхазии с восстановлением статуса Союзной Республики. В числе первых, поставивших свою подпись под Лыхненским обращением, был К.К.Озган.
Активный участник народных сходов в Абхазии, за участие в национально-освободительном движении абхазского народа в 1989 г. по настоянию руководства Грузии был освобождён от должности 1-го секретаря Гудаутского райкома партии.   
В период Отечественной войны народа Абхазии в 1992—1993 гг. — член Государственного комитета обороны, по заданию которого летал на Восточный фронт.  
Проводил большую работу проводил среди добровольцев Северного Кавказа и дальнего зарубежья, казачества России. Также по заданию Председателя Верховного Совета Республики Абхазия В.Г. Ардзинба неоднократно встречался с руководством северокавказских республик, краев и областей Юга России.  
Значительную политико-экономическую работу проводил с казачеством Юга России, Всевеликим войском Донским, казачеством Кубани, Союзом казаков Ставрополья. Неоднократно принимал участие в работе Больших Кругов казачества (Краснодар, Новочеркасск, Ставрополь). 
Организатор заключения Договора между казачеством Юга России и Конфедерацией народов Кавказа. 
2 апреля 1999 года, когда Озган был в должности 1-го Вице-премьера, министра экономики правительства Республики Абхазия, во время поездки в Гальский район на него было совершено покушение. Сам он не пострадал, но осколками мины были ранены сопровождавшие его в этой поездке.  
Перед уходом из жизни Константина Озган от имени Совета Старейшин Республики Абхазия было опубликовано заявление с призывом к консолидации общества, конструктивного диалога между властями и оппозицией.  

## Биография
Озган Константин Константинович  — родился 15.05.1939 г. в с. Лыхны, Гудаутского района Абхазской АССР.
В 1957 г. окончил Лыхненскую среднюю школу.
В 1958–1961 гг. проходил службу в Туркменском военном округе. С отличием окончил высшую политическую школу при политотделе дивизии.
В 1967 гг. с отличием окончил Грузинский государственный институт субтропического хозяйства по специальности «инженер-технолог».
В 1967–1976 гг. — Начальник смены, главный инженер, директор Гудаутской чайной фабрики.
В 1976–1978 гг. — Начальник Управления сельского хозяйства Гудаутского райисполкома.
В 1978–1989 гг. — 1-й секретарь Гудаутского райкома партии.
В 1978–1990 гг. — Депутат Верховного Совета Абхазской АССР.
В 1978–1987 гг. — Заместитель Председателя Президиума Верховного Совета Абхазской АССР.
В 1987–1990 гг. — Председатель Верховного Совета Абхазской АССР.
В 1981 г. с отличием окончил Высшую партийную школу при ЦК КПСС.
В 1978–1989 — активный участник народных сходов в Абхазии., за участие в которых был освобождён от должности 1-го секретаря Гудаутского райкома партии.
В 1989 гг. избран Председателем Гудаутского райисполкома.
В 1989–1994 гг. — один из организаторов и активных деятелей Конгресса Народов Кавказа; председатель комитета кавказских сообществ КНК.
В 1991–1996 гг. — Депутат Верховного Совета-Парламента Республики Абхазия; председатель комиссии по социально-экономическому развитию.
В период грузино-абхазской войны 1992–1993 гг. К.К. Озган — член Государственного комитета обороны, по заданию которого летал на Восточный фронт.
Проводил большую работу среди добровольцев Северного Кавказа и дальнего зарубежья, казачества России. 
По заданию Председателя Верховного Совета Республики Абхазия В. Г. Ардзинба неоднократно встречался с руководством северокавказских республик, краев и областей Юга России. 
В 1993 выступил в качестве организатора заключения Договора между казачеством Юга России и КНК.
В 1996–1997 гг. — Министр иностранных дел Республики Абхазия.
В 1997–1999 гг. — 1-й вице-премьер, министр экономики Республики Абхазия.
В 1999–2002 гг. — Председатель Государственной налоговой службы Республики Абхазия.
В 2002–2007 гг. — Вице-спикер Парламента Республики Абхазия.
В 2009-2016гг. — Председатель Совета Старейшин Республики Абхазия.
Скончался в ночь на 22 марта 2016 года после продолжительной болезни. Похоронен на родовом кладбище в селе Лыхны.

## Воспоминания о Константине Константиновиче Озгане
ВОСПОМИНАНИЯ О К.К. ОЗГАНЕ ИЗ КНИГИ Е. БЕБИА «КОНСТАНТИН ОЗГАН». СУХУМ – 2009 Г.
Анри Джергения: «После достижения договоренности с грузинскими депутатами возникла еще одна трудность – уже внутри абхазской части депутатов. В результате внесений изменений в Конституцию Абхазии был упразднён Президиум Верховного Совета Абхазии, который в то время являлся фактическим руководством республики. В то же время сохранилась должность председателя Верховного Совета, каковым был Константин Константинович Озган. В период функционирования Президиума Верховного Совета председатель Верховного Совета играл чисто декоративную и представительскую роль, а после упразднения Президиума Озган стал первым лицом в республике. Многие представители тогдашней власти хотели, чтоб он остался таковым, но Озган во второй раз показал себя настоящим политиком и патриотом и заявил, что отказывается от этой должности и будет поддерживать Владислава Григорьевича Ардзинба. И он выполнил свои обещания. Таким образом Владислав Григорьевич стал руководителем Абхазии». «Абхазские и грузинские митинги в Абхазии проходили параллельно, до столкновений не доходило.
Именно в этот период фактическим руководителем абхазского движения был Константин Озган. Он делал все, чтобы избежать прямого столкновения. Власти Грузии постепенно стали принимать участие в антисоветских митингах на территории Абхазии на стороне грузинской оппозиции. В этих процессах по своей инициативе как координатор и руководитель абхазской части населения в тот период стал принимать участие Константин Озган… После всех этих событий на устах всех — и друзей, и врагов — звучала фамилия Озган. Грузины стали называть нас, абхазов, Озганеби».
Сергей Шамба: «Есть политики, которые назначаются, есть политики, которые самовыдвигаются. А Константин Константинович Озган во все периоды политической борьбы абхазского народа был признанным лидером. В народе он всегда пользовался большим авторитетом. Было время, когда в стране политический режим стоял на перепутье. Трудно было делать выбор, но Озган, зная о том, что он может потерять все, что у него есть, включая и собственную жизнь, выбрал путь, который вел к свободе его народа. Не каждый мог выбрать такой путь. Это был очень смелый шаг в то советское время. Озган смог показать твердость своего характера и непоколебимость в те периоды, когда обострялись абхазо-грузинские отношения. Неоднократно его мудрые решения смогли предотвратить массовые кровопролития. Он был настоящим признанным лидером, за ним шел народ, его слово был законом для всех...
… Если до начала войны объединением нашего народа с народами Северного Кавказа занималась группа наших патриотов, как я уже выше говорил, вместе с с Константином Озганом, то во время Отечественной войны народа Абхазии Константин Озган один занимался объединением нашего народа с казачеством. … Он привлек казаков в Конфедерацию горских народов, что способствовало нашему сближению и сглаживанию проблем и противоречий, которые существовали между народами на Северном Кавказе. Это были отголоски Кавказской войны. И эти элементы тоже были сняты. Главная задача - вера, стабильность и спокойствие на Северном Кавказе - была достигнута сближением наших народов. В этом большая заслуга Константина Озгана и до войны, и во время войны».
Адгур Харазия: «В 80-е годы я и мои сверстники были еще очень молодыми для того, чтобы принимать участие в национальном движении нашего народа. Но мы, зная о том, как несправедливо поступают с нашим малочисленным, но гордым абхазским народом, готовы были включиться в национальную борьбу. Жизнь сделала нас раньше времени взрослыми.
Но мы не знали, как включиться в борьбу, что делать. Среди лидеров национальной борьбы, к кому мы могли обращаться с такими вопросами, был Константин Константинович. Он никогда не смотрел на нас, как на слишком молодых и неопытных. Наоборот, он говорил, что в борьбу должны вливаться молодые силы. Мы брали с него пример, мы ждали от него решительных действий для осуществления заветной цели нашего народа. Мы знали Константина Озгана как закаленного в национальной борьбе.
Как известно, в 1989 году грузино-абхазский межнациональный конфликт перешел в физическое столкновение. На площади Ленина собрался многотысячный народ. Грузины были вооружены, а наши люди - безоружные. Мы, молодые парни, вместе с лидерами национального движения собрались в кабинете Председателя Президиума Верховного Совета Абхазской АССР Валериана Кобахия. Никто не знал, что делать. Но собравшиеся обратились именно к Константину Озгану с этим вопросов. Он сказал, что народу необходимо защищаться от нападающих».
… Помню такой эпизод, когда Константин Константинович был министром иностранных дел, в Тбилиси состоялась встреча с Шеварднадзе. Глава Грузии хотел принять Константина Константиновича у себя в кабинете как обычного представителя одного из субъектов государства. Но большой политик Озган сделал так, чтобы Шеварднадзе вышел в зал, где находился Константин Константинович, и встретился с ним в торжественной обстановке, как полагается при встрече представителей двух равных государств... Этим самым Константин Константинович показал грузинам, как следует встречать победителя и представителя равного Грузии государства».
Муса Шанибов: «Константин Константинович решил проблему на Кавказе, которую никто из нас не мог решить. Проблема эта состояла в том, что кроме народов, генетически связанных друг с другом, на Кавказе живут и другие народы. В частности, казаки. На Кавказе очень остро стояла проблема взаимоотношений казаков с другими народами. Первым человеком, который нашел подход к казакам, является Константин Константинович. И мы его, то ли в шутку, то ли всерьез называем «Атаман атаманов». Со всеми атаманами казачества Северного Кавказа от Ростова, Кубани, Терека он нашел общий язык, приблизил их к себе. Самое удивительное то, что Константин Константинович решил проблему и с калмыками, с ними также он сумел договориться. Снял все напряженные моменты. Благодаря Константину Озгану все пять казачеств встали на сторону Конфедерации и на защиту Абхазии... Атаман Российского казачества (в одно время он даже меня не принял), когда Константин Константинович собрал всех представителей казачеств в Ставрополе, приехал из Москвы для того, чтобы встретиться с Конфедерацией и с народами Кавказа. И этот вопрос он решил...».
Ибрагим Яганов: «Связь между народами Северного Кавказа, которую налаживали патриоты Кавказа во главе с Константином Константиновичем, сработала в критический момент. Но здесь следует выделить роль Константина Озгана, так как она очень велика. Народная дипломатия, которая жила тысячелетиями в крови наших предков, особенно ярко проявилась в Константине Константиновиче. Тут нужен был именно такой умудренный жизненным опытом человек, который сумел подойти ко всем существующим проблемам на Кавказе со своим специфическим подходом. …
… Я думаю, что пока будут рождаться и будут жить такие мудрецы, такие старейшины, как Константин Константинович, мир на Кавказе будет всегда!»
Из воспоминаний народного артиста Кабардино-Балкарии Заура Налоева:
«Константин Константинович - великий представитель не только славного абхазского, но и всех кавказских народов. Такой человек рождается на век один. В нем собраны все таланты настоящего вожака, лидера, мудреца и организатора. Сколько раз я видел Константина Озгана у нас на Северном Кавказе! Сколько раз ему приходилось выступать перед многотысячным собранием, решать сложнейшие проблемы! Он решал не только абхазские, но и всекавказские проблемы. Ему приходилось разговаривать и с чиновниками, и с простыми людьми, и с интеллигенцией. С каждым он находил нужное слово...».
Из воспоминаний Героя Абхазии, генерала Султана Сосналиева:
«Задолго до встречи с ним мы, кабардинцы, много слышали, знали о Константине Озгане. Когда я впервые увидел его в составе делегации Абхазии в Кабарде, то сразу, без чьей-либо подсказки узнал в нем народного любимца К. Озгана. Надолго я запомнил его выступление на одном заседании Конфедерации. Все сидящие в зале сказали, что этот человек – крупный политический деятель. Его опыт работы в партийной системе чувствовался на каждом шагу. Но к этому добавились его мудрость, глубокое знание жизни. И во время войны он принимал самое активное участие в обороне Республики Абхазия.
И в последующие годы он сделал очень много ценного для восстановления разрушенной войной Абхазии…».

## Интересные факты
- На Константина Озган было совершено 2 покушения.

- Первое покушение — во время поездки в Гальский район на него было совершено покушение[3]. Сам он не пострадал, но осколками мины были ранены сопровождавшие его в этой поездке.

- Второе покушение — по машине в которой ехал Константин Озган и некоторые члены его семьи была открыта автоматная очередь в районе с. Верхняя Эшера.

- Перед уходом из жизни Константина Озган от имени Совета Старейшин Республики Абхазия за подписью самого Озган было опубликовано заявление[4] с призывом к консолидации общества, конструктивного диалога между властями и оппозицией.
- Во время переговоров с Грузинской стороной предложил в качестве временного компромисса ввести пятилетний мораторий на обсуждение будущего политического статуса Абхазии, по аналогии с соглашением, которое Россия заключила в то время с Чечнёй. Хотя это было самое близкое к согласию предложение, грузинская сторона его отвергла.
- По словам Анри Михайловича Джергения, в 1989 году Центральный комитет Грузинской ССР пытался выдвинуть кандидатуру Озганав Верховный Совет СССР, чтобы помешать избранию Владислава Григорьевича Ардзинба. Однако Озган отказался от выдвижения.
- В 1990 году Озган подал в отставку с поста Председателя Верховного Совета, чтобы освободить место для Владислава Григорьевича Ардзинба.
- Организатор заключения Договора[2] между казачеством Юга России и Конфедерацией народов Кавказа.

## Награды и звания
- Кавалер ордена «Честь и слава» 1-й степени[7]
- Кавалер ордена  «Честь и слава» 2-й степени
- Кавалер ордена «Леона» (посмертно)[8]
- Награжден орденом «Знак Почета»

## Семья
- Жена — Гварамия, Галина Алексеевна, инженер-технолог , работала старшим экономистом в отделе ценообразования Госплана Совета Министров Абхазской АССР.
- Брат  — Владимир Озган.
- Сестра — Анна Озган
- Сестра  — Ксения Озган

У Константина Озган четыре дочери.
- Дочь — Кристина Константиновна — Кандидат экономических наук, доцент. Политический деятель, вице-премьер, министр экономики Республики Абхазия (2020-2025).[9]
- Дочь — Виола Константиновна — Экономист, предприниматель.
- Дочь — Ева Константиновна — Кандидат экономических наук, доцент. Декан экономического факультета Абхазского государственного университета.
- Дочь — Вероника Константиновна — Юрист, заместитель главы администрации Очамчырского района. Композитор, автор песен.